# Distrikt Huachón
Der Distrikt Huachón liegt in der Provinz Pasco in der Region Pasco in Zentral-Peru. Der Distrikt wurde am 27. Dezember 1923 gegründet und besitzt eine Fläche von 471 km². Beim Zensus 2017 wurden 4638 Einwohner gezählt. Im Jahr 1993 lag die Einwohnerzahl bei 3997, im Jahr 2007 bei 4579. Die Distriktverwaltung befindet sich in der 3400 m hoch gelegenen Ortschaft Huachón mit 1325 Einwohnern (Stand 2017). Huachón liegt 34 km ostnordöstlich der Provinz- und Regionshauptstadt Cerro de Pasco.

## Geographische Lage
Der Distrikt Huachón liegt in der peruanischen Zentralkordillere im Nordosten der Provinz Pasco. Der 5723 m hohe Berg Huaguruncho (auch Nevado Tarata), höchste Berg der Cordillera Huaguruncho, erhebt sich an der westlichen Distriktgrenze. Der Río Huachón entwässert das Areal zum Río Paucartambo nach Osten.
Der Distrikt Huachón grenzt im Westen an den Distrikt Ticlacayán, im Nordwesten an den Distrikt Pozuzo, im Norden an den Distrikt Huancabamba, im Nordosten an den Distrikt Chontabamba (die drei letztgenannten Distrikte liegen in der Provinz Oxapampa) sowie im Süden an die Distrikte Paucartambo und Ninacaca.

## Verkehr
Huachón hatte von 1923 bis Mitte der 1950er Jahre einen Eisenbahnanschluss mit der Bahnstrecke Tambo del Sol–Pucallpa. Sie schloss in Tambo del Sol an die Bahnstrecke La Oroya–Cerro de Pasco an, die wiederum in La Oroya in die Bahnstrecke Lima–La Oroya mündete.